# Halina Sobiczewska
Halina Irena Sobiczewska z domu Motykiewicz, ps. „Halina”, „Lala” (ur. 17 lutego 1926 w Nieświeżu) – polska chemiczka, nauczycielka, uczestniczka powstania warszawskiego.

## Życiorys
Córka oficera Wojska Polskiego Stefana Motykiewicza oraz Anny z domu Łojko. Wychowywała się w Nieświeżu, gdzie ukończyła I klasę gimnazjum. W czasie okupacji uczęszczała na tajne komplety w Warszawie. Egzamin dojrzałości złożyła w czerwcu 1944 w Gimnazjum i Liceum im. Juliusza Słowackiego w Warszawie.
Od maja 1943 działała w konspiracji. Została przydzielona do V Obwodu (Mokotów) Okręgu Warszawa Armii Krajowej – 4. Rejon – II Batalion Szturmowy „Odwet”. Odbyła przeszkolenie sanitarne. Zajmowała się kolportowaniem prasy. Podczas powstania warszawskiego pełniła służbę w szpitalu polowym na Ochocie. Po ewakuacji do Śródmieścia stacjonowała w budynku Wydziału Architektury Politechniki Warszawskiej, a po jego zbombardowaniu w prywatnych lokalach przy ulicy Lwowskiej. Przydzielona do 3. batalionu pancernego „Golski”. Pełniła także funkcję łączniczki. Pod koniec powstania została awansowana na stopień plutonowego z cenzusem. W powstaniu brał udział także jej brat Zbigniew (ur. 1925).
Po powstaniu była więziona w Stalagu X B Sandbostel oraz Stalagu VI C Oberlangen, gdzie 12 kwietnia 1945 doczekała wyzwolenia przez 1. Dywizji Pancernej gen. Stanisława Maczka. Następnie przydzielona do tej jednostki służyła jako telefonistka w Meppen. We wrześniu 1945 została oddelegowana na studia na Wydziale Chemii Uniwersytetu w Leuven. Po roku studiów repatriowała się do Polski. Od 1946 studiowała na Politechnice Łódzkiej, gdzie w 1952 uzyskała dyplom magistra inżyniera chemii. Od 1951 do 1952 pracowała jako asystentka tamże. W latach 1952–1953 pracowała jako starsza asystentka w Instytucie Włókiennictwa w Łodzi. W latach 1953–1961 zajmowała się wychowywaniem dzieci. Od 1961 do 1981 pracowała jako nauczycielka w Zespole Szkół Mechanicznych nr 3 w Łodzi.
Członkini Polskiego Związku Były Więźniów Politycznych Hitlerowskich Więzień i Obozów Koncentracyjnych, Związku Bojowników o Wolność i Demokrację, Okręgu Łódź Światowego Związku Żołnierzy Armii Krajowej.

## Odznaczenia
- Medal Wojska, dwukrotnie (1948)[1]
- Krzyż Armii Krajowej (1979)[1]
- Złoty Krzyż Zasługi (1981)[1]
- Odznaka Pamiątkowa II Batalionu Szturmowego „Odwet” (1992)[1]
- Warszawski Krzyż Powstańczy (1993)[1]
- Odznaka Pamiątkowa Akcji „Burza” (1995)[1]
- Odznaka „Weteran Walk o Wolność i Niepodległość Ojczyzny” (1995)[1]
- Krzyż Partyzancki (1997)[1]
- Medal za Warszawę 1939–1945 (1997)[1]
- Krzyż Więźnia Politycznego (1998)[1]

- Krzyż Kawalerski Orderu Odrodzenia Polski „za wybitne zasługi dla niepodległości Rzeczypospolitej Polskiej” (2023)[3]